# Коллезальветті
Коллезальветті (італ. Collesalvetti) — муніципалітет в Італії, у регіоні Тоскана,  провінція Ліворно.
Коллезальветті розташоване на відстані близько 250 км на північний захід від Рима, 65 км на захід від Флоренції, 15 км на схід від Ліворно.
Населення — 16 806 осіб (2014).

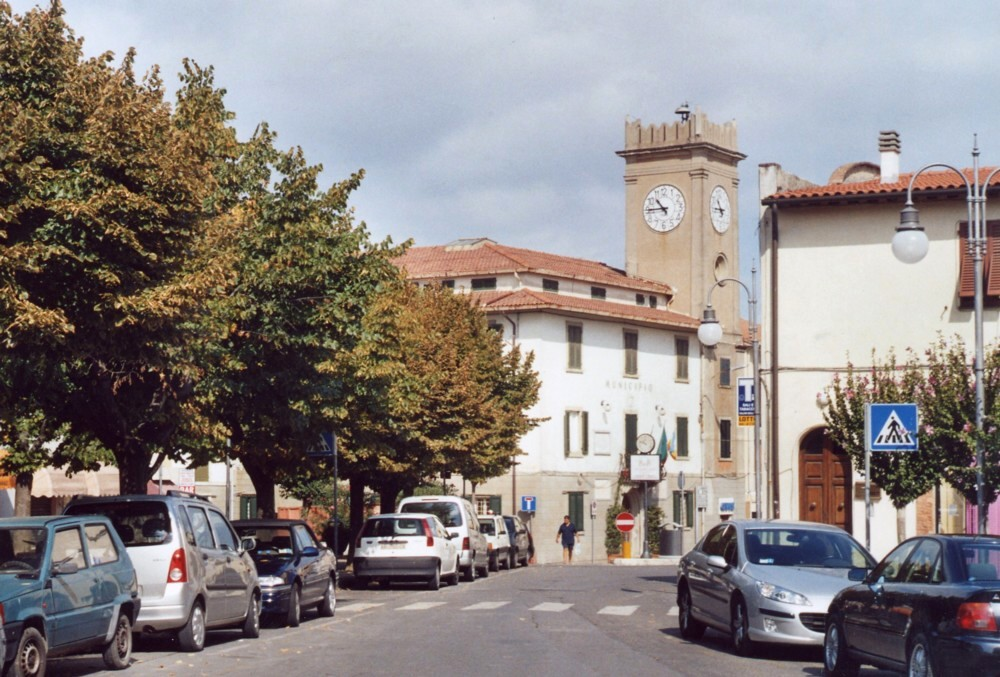

Щорічний фестиваль відбувається 16 червня. Покровитель — San Quirico e Santa Giulitta.

## Демографія
Населення за роками:

Станом на 1 січня 2023 року в муніципалітеті офіційно проживали 923 іноземці з 59 країн, серед них 307 громадян країн Євросоюзу та 53 громадяни України.

## Сусідні муніципалітети
- Кашина
- Креспіна-Лоренцана
- Фаулья
- Ліворно
- Орчіано-Пізано
- Піза
- Розіньяно-Мариттімо